# پاملا پراتی
پاملا پراتی (ایتالیایی: Pamela Prati؛ زادهٔ ۲۶ نوامبر ۱۹۵۸) بازیگر، شوگرل، مانکن، خواننده، مجری تلویزیون اهل ایتالیا است.
از فیلم‌هایی که وی در آن‌ها نقش داشته است، می‌توان به زنی برای نظاره، همسر سفیدپوش… عاشق آتشین‌مزاج، عالی‌جناب و ماجراهای هرکول اشاره نمود.